# Sceloporus heterolepis
Sceloporus heterolepis este o specie de șopârle din genul Sceloporus, familia Phrynosomatidae, descrisă de Boulenger 1894. A fost clasificată de IUCN ca specie cu risc scăzut.

## Subspecii
Această specie cuprinde următoarele subspecii:
- S. h. heterolepis
- S. h. shannonorum